# Skript (Comic)
Ein Skript bezeichnet in der Comic-Kunst ein Schriftstück, in dem der Autor des Comics die Dialoge der Figuren, die Orte, Handlungen und alle weiteren Angaben beschreibt, die der Zeichner bei der grafischen Umsetzung zum fertigen Comic verwendet.

## Merkmale
Auch Comic-Künstler, die sowohl Autor und Zeichner sind, erstellen in der Regel Skripts zur Planung ihrer Werke. Dies ist vor allem bei umfangreicheren Comics der Fall. Bei einem kurzen Strip (wie im Beispiel unten) kann das Skript nur aus einer Skizze bestehen, in die die Texte direkt hineingeschrieben werden.
Das Comic-Skript ähnelt dem Skript in der Dramaturgie (für Theaterstücke) und dem Drehbuch in der Filmkunst. Es gibt keine festen Regeln, wie ein Skript zu verfassen ist. Manche Comic-Verlage haben feste, verbindliche Formate für ihre Skripts definiert.
Im Unterschied zu Theaterstücken werden Comic-Skripts meistens nicht der Öffentlichkeit zugänglich gemacht, da sie nur eine Vorstufe und ein internes Dokument darstellen (ähnlich wie die Skizzen und Vorzeichnungen eines Malers). Außerdem kommt es in der Praxis oft vor, dass das Skript noch im Prozess des Zeichnens (in Absprache mit dem Autor) Änderungen erfährt.

## Beispiel
Das folgende Beispiel gibt ein einfaches kurzes Skript für einen Comicstrip wieder. Die Einstellungsgrößen geben an, wie nahe oder wie fern die „Kamera“ den dargestellten Comicfiguren ist. Weitere Angaben (nicht in diesem Beispiel) könnten die Perspektive betreffen (zum Beispiel „Vogel-“ oder „Froschperspektive“) oder das Aussehen des Raumes oder der Figuren beschreiben. Nicht beschrieben wird üblicherweise die Größe und Anordnung der Panels, da dies meist dem Zeichner überlassen wird.
```
Panel 1.

Nahe. Wiki-Man sitzt an einem Tisch. Er trägt eine etwas komisch aussehende 
Kappe und ein kleines Schild (Label) auf der Brust. Man erkennt aber noch nicht,
was darauf steht.

Wiki-Man: ICH BIN DER VIELLEICHT ERSTE FREIE COMIC-STRIP DER WELT!

Panel 2.

Halbnahe. Neben Wiki-Man sieht man Kopien desselben, wie Klone.

Wiki-Man: DAS HEISST, DU DARFST MICH KOPIEREN, VERÄNDERN…

Panel 3.

Nahe. Wiki-Man sitzt wieder alleine wie im ersten Panel da, aber er ist jetzt
bunt koloriert, „strahlt“ und grinst breit.

Wiki-Man (denkt): …ZUM BEISPIEL KOLORIEREN…

Panel 4.

Detail. Wiki-Man zeigt auf das Schild auf seiner Brust. Darauf steht "GFDL".
Dieses Panel ist wieder unkoloriert wie 1 und 2.

Wiki-Man: …SOLANGE DU DIE QUELLE ANGIBST UND DIE LIZENZ UNVERÄNDERT LÄSST.

```

### Umsetzung
Die zeichnerische Umsetzung dieses Skripts könnte zum Beispiel so aussehen:
Von einem anderen Zeichner gezeichnet, könnte es jedoch auch ganz anders aussehen.